# Dasyscyphella dryina
Dasyscyphella dryina är en svampart som tillhör divisionen sporsäcksvampar, och som först beskrevs av Petter Adolf Karsten, och fick sitt nu gällande namn av Ain (G.) Raitviir. Dasyscyphella dryina ingår i släktet Dasyscyphella, och familjen Hyaloscyphaceae. Arten är reproducerande i Sverige.